# Warcraft : Le Commencement
Pour les articles homonymes, voir Warcraft.
Pour plus de détails, voir Fiche technique et Distribution.
Warcraft : Le Commencement (Warcraft ou Warcraft: The Beginning à l'international) est un film de fantasy américain coécrit et réalisé par Duncan Jones, sorti en 2016. Il s'agit d'une adaptation cinématographique de la série de jeux vidéo Warcraft.

## Synopsis

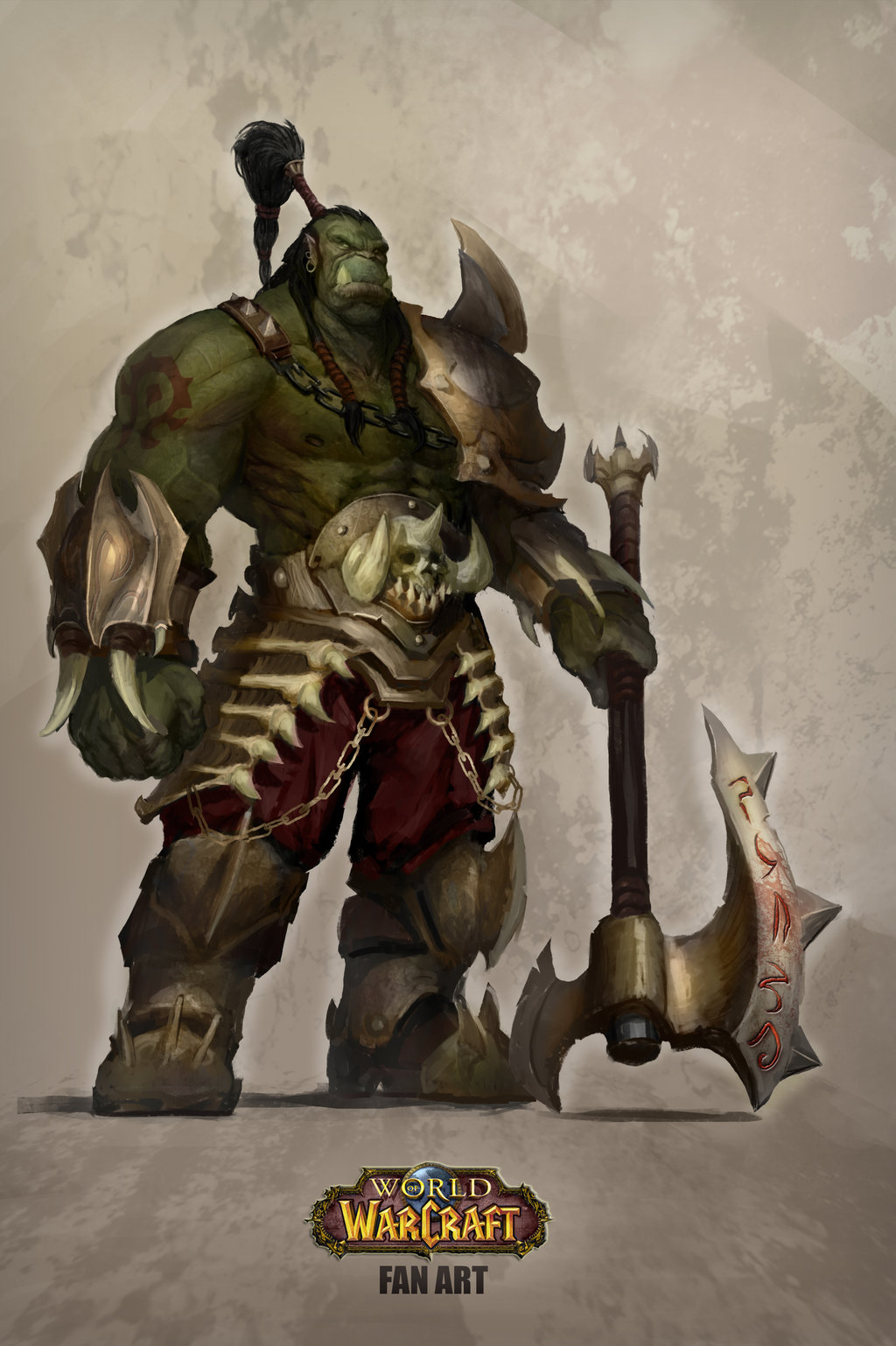
Un orc de Warcraft
(fan art de Lucas Salcedo).

Draenor, le monde natal des Orcs, se meurt. Le sorcier démoniste Gul'dan unifie les tribus orcs au sein d’une Horde et use d’une puissante magie, le Fel (la Gangrène en VQ), afin d’ouvrir un portail vers Azeroth où une petite troupe de guerriers s’infiltre afin d’y réunir assez de prisonniers humains à sacrifier pour faire passer le restant de la Horde. En dépit de ses doutes, le puissant Durotan, chef de la tribu des Loups de Givre, sa femme enceinte Draka emmenée clandestinement et son ami Orgrim font partie du groupe commando. Durant le passage, Draka se trahit en accouchant du fils de Durotan. Gul'dan aide à la naissance de l’enfant et sacrifie la vie d’une biche afin d’insuffler au nouveau-né moribond la force de vivre.
Les orcs commencent à piller les villages d’Azeroth. Sir Lothar, commandant en chef des troupes du royaume de Hurlevent, mène l’enquête et sa troupe capture Khadgar, un apprenti mage qui s’est infiltré dans une forteresse détruite pour mener sa propre enquête. Il parvient à prouver l’usage de Fel sur les morts et demande de façon insistante que le Gardien soit convoqué. Le roi Wrynn accepte la requête et envoie l'apprenti mage et Lothar à la forteresse de Karazhan pour informer le puissant mage Medivh. Dans la bibliothèque, Khadgar surprend une ombre étrange et vole un manuscrit dans lequel elle semble s’être dissimulée.
Medivh accompagne les envoyés sur les traces d’usage de Fel et leur route croise celle d’une troupe d’orcs. Dans le combat, la majeure partie des orcs et des soldats sont tués pendant que Durotan et Orgrim fuient, incapables de lutter contre la magie de Medivh. Voulant faire un prisonnier, Lothar capture un orc fuyard et Khadgar fait de même avec Garona, une hybride d’orc, gardée en esclavage à cause de sa race. Voyant que Garona menace de parler, l’orc tente de la tuer, mais Lothar sauve la vie de Garona en échange de ses informations. Le roi lui offre sa liberté en échange de sa loyauté. Garona accepte et mène une troupe d’espions vers le camp des orcs.
Suspicieux envers Gul'dan, Durotan découvre les effets néfastes du Fel. Il comprend que le sorcier a détruit son propre monde en faisant un trop grand usage du Fel. En trop petite minorité pour agir directement, il convie le roi à une réunion secrète où il négocie son aide. Il libérera les prisonniers pendant une attaque des humains afin d’empêcher l’ouverture du portail en échange d’un asile pour lui et son clan.
Étudiant le livre volé, Khadgar découvre que Gul'dan n’a pas pu ouvrir seul le portail vers Azeroth, mais qu’un sorcier de ce monde l’a forcément aidé. Medivh tente de lui faire changer d’avis, ce qui attise ses suspicions.
Main-Noire, au service de Gul'dan, a monté une embuscade et fait échouer les négociations de Durotan. Medivh protège le roi et la majeure partie de ses troupes pendant sa retraite à l’aide d’une barrière magique mais il ne peut sauver le fils de Lothar resté du mauvais côté. Main-Noire, qui a perdu une main à cause de Lothar, exécute le fils face au père. Très affaibli, Medivh est raccompagné à sa forteresse par Garona et Khadgar. L’apprenti comprend alors que le Gardien est contaminé depuis un moment par le Fel et est contraint de demander de l’aide à Dalaran, son ancienne école de magie qu’il a fui des années auparavant. Sa connaissance du Fel lui ouvre l’accès à Alodi, un ancien mage gardé en respect depuis des décennies par une magie puissante. Ce dernier lui confirme que Medivh est contaminé par le Fel et est possédé par un puissant démon.
De retour au camp Orc, Main-Noire exécute les membres de la tribu des Loups de Givre sur ordre de Gul'dan. Orgrim feint d’obéir mais permet à Draka et à son enfant de fuir. Poursuivie par un orc, Draka confie son bébé au courant d’une rivière avant de tuer son poursuivant, se sacrifiant pour sauver son enfant.
Pour faire tomber Gul'dan, Durotan le défie à un combat rituel. Gul'dan accepte le défi dans un premier temps, mais en position de difficulté et sachant que l’incantation permettant d’ouvrir le portail sera bientôt prononcée, il demande à Main-Noire d'achever son opposant. Ce dernier lui dit qu'il doit se soumettre aux lois et combattre Durotan. Gul'dan triche en drainant la vie de Durotan jusqu’à le tuer. Ce dernier montre ainsi aux tribus orcs le vrai visage de Gul'dan, mais ces derniers se soumettent quand Gul'dan tue les premiers audacieux qui veulent s’opposer à lui. Il fait dès lors de Main-Noire son second en le gratifiant de Fel pur, accroissant sa force déjà titanesque.
Cédant au démon, Medivh commence l’incantation malgré les efforts de Lothar et de Khadgar pour l’arrêter. Les troupes du roi attaquent et tentent de libérer les prisonniers pour rendre l’incantation inutile, mais le clan des Loups de Givre a été exterminé et ils ne peuvent empêcher les premiers renforts orcs de passer la porte.
Khadgar parvient à blesser Medivh mortellement. À l’agonie, il consacre ses dernières forces à orienter le portail vers Hurlevent où les prisonniers libérés peuvent fuir. Mais il meurt avant que le roi et Garona ne puissent fuir et ils se retrouvent cernés. Comprenant que Main-Noire vient le tuer afin de devenir le chef des orcs, le roi supplie Garona de le tuer afin que ce soit elle qui en reçoive la gloire. Le cœur brisé, Garona tue le roi et les orcs la proclament chef au grand désarroi de Gul'dan.
Lothar arrive sur un griffon et tente de récupérer le corps du roi, découvrant la dague de Garona dans la blessure fatale au roi. Capturé, il est contraint par Main-Noire à un duel rituel. Rusé, Lothar tue Main-Noire d’un seul geste. Gul'dan exige des orcs qu’ils tuent Lothar, mais ces derniers sont fidèles aux traditions et honorent le vainqueur en le laissant partir sain et sauf. Furieux qu'on lui désobéisse, Gul'dan décide de le tuer lui-même, mais Garona réussit à le convaincre que s'il agit ainsi, il perdra définitivement le soutien de la Horde pour ne pas respecter leurs traditions. Le shaman orc se résigne donc à laisser Lothar s'en aller.
Aux funérailles du roi, les Elfes et les Nains s’allient à Lothar afin de lutter contre les Orcs. Plus loin, Go'el le fils de Durotan (le futur Thrall) est recueilli par un inconnu.

## Fiche technique
Sauf indication contraire, les informations mentionnées dans cette section peuvent être confirmées par la base de données cinématographiques IMDb,  présente dans la section « Liens externes ».
- Titre original : Warcraft
- Titre à l'international : Warcraft: The Beginning
- Titre français : Warcraft : Le Commencement
- Réalisation : Duncan Jones
- Scénario : Duncan Jones et Charles Leavitt d'après le jeu vidéo Warcraft créé par Chris Metzen
- Musique : Ramin Djawadi[1]
- Direction artistique : Gavin Bocquet
- Décors : Dan Hermansen, Helen Jarvis, Margot Ready et Grant Van Der Slagt
- Costumes : Mayes C. Rubeo
- Montage : Paul Hirsch
- Photographie : Simon Duggan
- Production : Alex Gartner, Jon Jashni, Charles Roven et Thomas Tull
- Sociétés de production : Atlas Entertainment, Blizzard Entertainment, Legendary Pictures et Universal Pictures
- Sociétés de distribution : Universal Pictures (États-Unis) ; Universal Pictures International France (France)
- Budget : 160 millions $[2]
- Pays d’origine :  États-Unis,  Canada,  Chine
- Langue originale : anglais
- Format : couleurs – 2,35:1 – 35 mm, cinéma numérique – son Dolby numérique
- Genre : fantasy et aventure
- Durée : 123 minutes
- Dates de sortie[3] :
  - France : 24 mai 2016 (Paris)[4] ; 25 mai 2016 (sortie nationale)
  - États-Unis, Canada : 10 juin 2016
- Classification :
  - France : tous publics avec avertissement

## Distribution

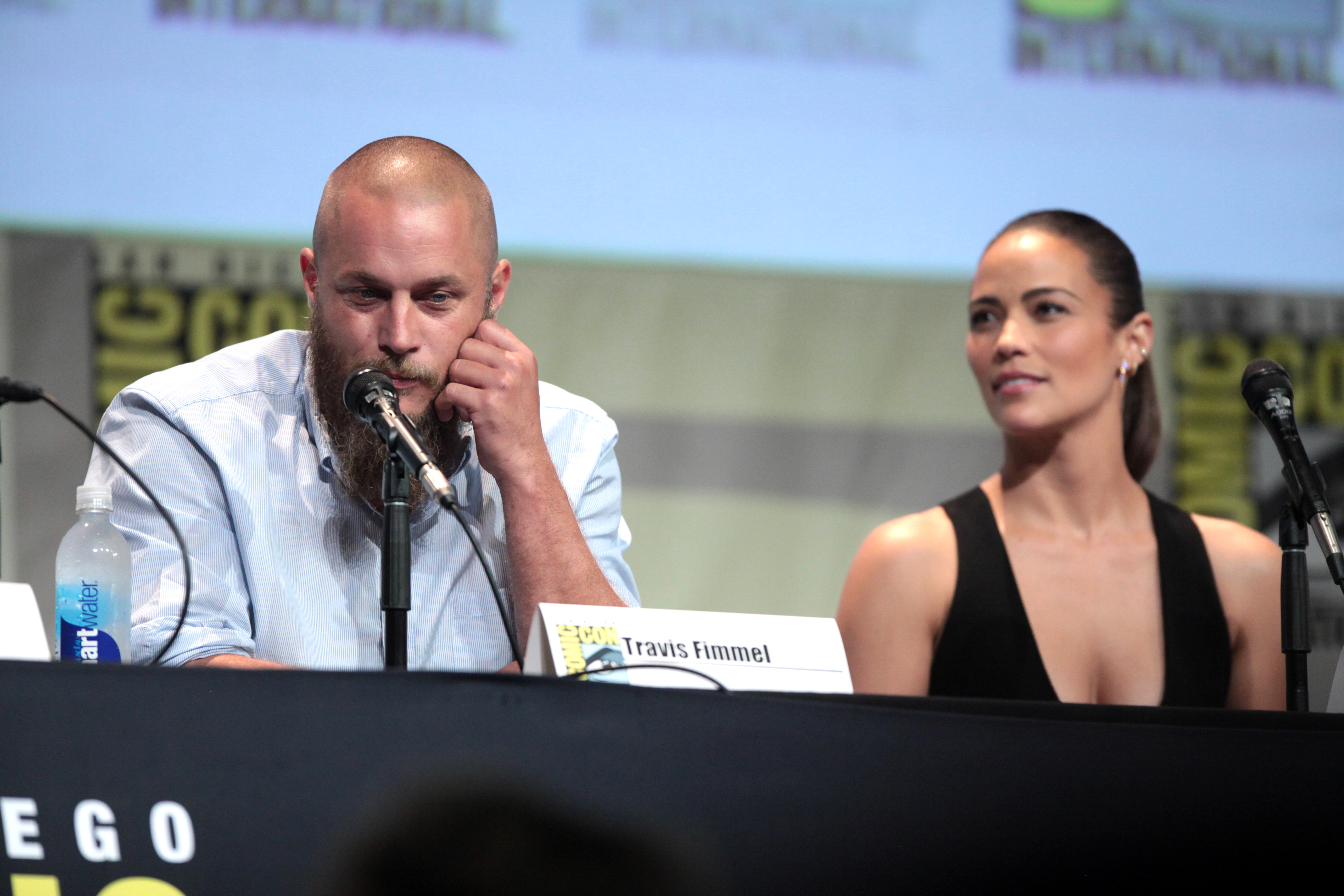
Travis Fimmel et Paula Patton au San Diego Comic-Con 2015, pour la promotion du film.

- Travis Fimmel (VF : Alexis Victor ; VQ : Frédérik Zacharek) : Sir Anduin Lothar, chevalier de Hurlevent
- Paula Patton (VF : Nathalie Homs ; VQ : Pascale Montreuil) : Garona Miorque
- Ben Foster (VF : Jérôme Pauwels ; VQ : Martin Watier) : Medivh, le Gardien et Protecteur d'Azeroth
- Dominic Cooper (VF : Jérémy Prévost ; VQ : Nicolas Charbonneaux-Collombet) : le roi Llane Wrynn, souverain de Hurlevent
- Toby Kebbell (VF : Serge Thiriet ; VQ : Jean-François Beaupré) : Durotan, chef du clan orc des Loups-de-Givre
- Ben Schnetzer (VF : Fabrice Trojani ; VQ : Maël Davan-Soulas) : Khadgar, ancien apprenti de Medivh
- Robert Kazinsky (VF : Daniel Lobé ; VQ : Louis-Philippe Dandenault) : Orgrim Marteau-du-Destin
- Daniel Wu (VF : Patrice Baudrier ; VQ : Guillaume Cyr) : Gul'dan
- Ruth Negga (VF : Aurore Bonjour ; VQ : Marie-Evelyne Lessard) : Lady Taria Wrynn, épouse du roi, sœur d'Anduin Lothar
- Anna Galvin (VF : Armelle Gallaud ; VQ : Émilie Josset) : Draka
- Clancy Brown (VF : Frantz Confiac ; VQ : Fayolle Jean Jr.) : Main-Noire, le Destructeur
- Terry Notary : Grommash Hurlenfer
- Callum Keith Rennie (VF : Loïc Houdré ; VQ : Thiéry Dubé) : Moroes
- Burkely Duffield (VF : Gauthier Battoue ; VQ : Alexandre Bacon) : Callan
- Ryan Robbins (VQ : Christian Perrault) : Karos
- Callan Mulvey : guerrier
- Daniel Cudmore : ?
- Glenn Close : Alodi
- Dylan Schombing : le prince Varian Wrynn (uk)
- Dean Redman (en) (VF : Asto Montcho ; VQ : Alexis Lefebvre) : Varis
- Andre Tricoteux (en) : le capitaine de guerre des Orcs
- Michael Adamwhaite (VF : Antoine Tomé ; VQ : Sylvain Hétu) : le roi Magni Barbe-de-Bronze

 Source et légende : version française (VF) sur RS Doublage et selon le carton du doublage français cinématographique ; version québécoise (VQ) sur Doublage Québec

## Production

### Développement

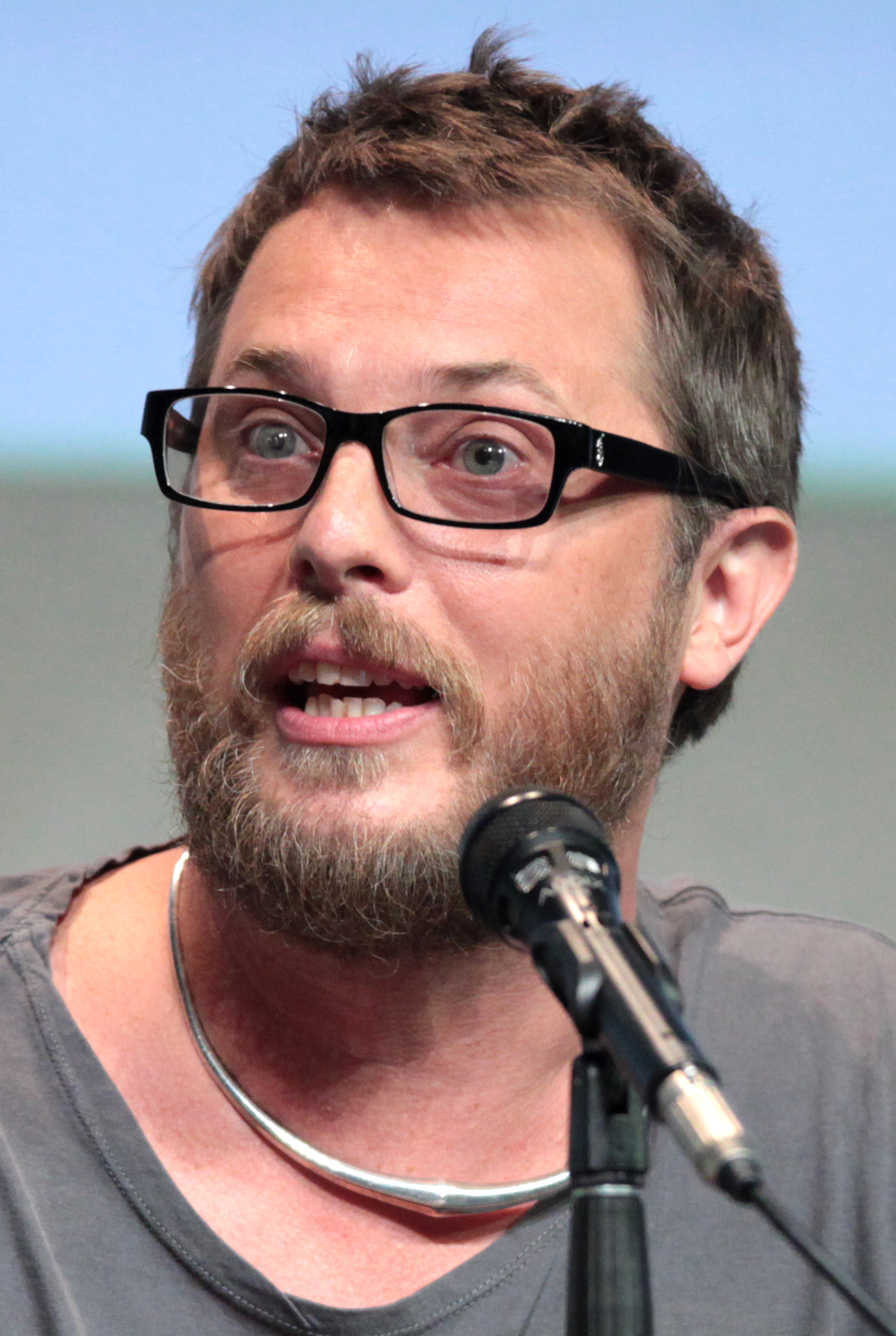
Le réalisateur Duncan Jones au San Diego Comic-Con 2015, pour la promotion du film.

Le 10 mai 2006, Blizzard Entertainment et Legendary Pictures annoncent un film prenant place dans l’univers de Warcraft. Aucun titre définitif n’est alors déterminé, mais il est déjà certain que le film sera tourné avec des acteurs, et qu’il ne s’agira donc pas d’un film en images de synthèse.
Il semblerait qu’Uwe Boll ait approché les pontes de Blizzard Entertainment pour acheter les droits de Warcraft. Réponse sèche de Paul Sams (pt) : « Nous ne vendrons pas les droits, pas à vous… surtout pas à vous. Parce que la franchise est un tel succès qu’un mauvais film pourrait détruire cette source de revenus,. »
Le 17 juillet 2012, Sam Raimi annonce qu'il ne réalisera pas le film.
Le 30 janvier 2013, Blizzard annonce que Duncan Jones sera le réalisateur du film, tandis que Charles Leavitt en sera le scénariste.
Le 6 février 2015, Duncan Jones indique que les effets spéciaux du film seront inspirés de ceux d'Avatar, du Seigneur des Anneaux et de La Planète des Singes.
Le 18 mai, un premier synopsis est dévoilé avec l'apparition de l'acteur Robert Kazinsky métamorphosé en Orgrim Marteau-du-destin.
Le 27 mai, Duncan Jones révèle que l'équipe de Blizzard a été très présente lors du tournage, afin que l'apparence des personnages puisse être reproduite le plus fidèlement possible. De plus, la possibilité d'un second volume ne serait pas exclue, si le film se révélait être une réussite.

### Tournage
Le tournage débute le 13 janvier 2014. Il a lieu à Vancouver et au Canadian Motion Picture Park Studios de Burnaby en Colombie-Britannique au Canada.
Le tournage s'achève le 23 mai 2014, après 123 jours de tournage,.

### Musique
La musique du film est composée par Ramin Djawadi.
Liste des titres
1. Warcraft - 1:58
2. The Horde - 3:17
3. Medivh - 2:43
4. Honor - 4:45
5. Forest Ambush - 3:43
6. Lothar - 3:35
7. Gul'dan - 3:13
8. The Beginning - 2:29
9. Strong Bones - 1:34
10. Victory and Defeat - 3:02
11. The Book - 2:27
12. Two Worlds Colliding - 3:22
13. The Incantation - 3:43
14. Half Orc, Half Human - 1:26
15. Whatever Happens - 1:43
16. My Gift to You - 2:31
17. Llane's Solution - 7:25
18. Mak'gora - 5:01
19. For Azeroth - 2:49

## Sortie et accueil

### Bande-annonce
Le vendredi 6 novembre 2015, la bande-annonce du film est projetée à la Blizzcon, et diffusée sur YouTube le jour même par FilmsActu pour la version francophone. Le mardi 26 janvier 2016, un nouveau spot est diffusé, révélant de nouvelles images du film.

### Accueil critique
Les retours des spectateurs sont globalement positifs, avec un métascore de 7,1⁄10 sur IMDb pour un peu plus de 150 000 spectateurs et de 3.6⁄5 sur Allociné pour près de 7 000 spectateurs.
En revanche, la critique professionnelle accueille beaucoup plus froidement le film. Le site Rotten Tomatoes indique ainsi un score de 28 % pour 229 critiques, pour une moyenne de 4,3⁄10 et Metacritic un score de 32⁄100 pour 40 critiques, tandis qu'Allociné livre un score de 2.5⁄5 pour 11 revues françaises.
Parmi les critiques français, Le Parisien salue « d'impressionnants effets spéciaux offrant un rythme haletant aux scènes de combat » malgré un « scénario un poil faiblard », pour un « film taillé sur mesure pour les fans ». Le Monde relève une « volonté d'invention » qui ne « s'est pas communiquée à l'apparence du film », dont il souligne le classicisme : « Les règles [de l'heroic fantasy] sont religieusement respectées » et « les prodiges de technologie ici déployés [...] servent à construire des citadelles, à faire surgir des chaînes de montagnes qui feraient passer les décors du Seigneur des Anneaux ou du Hobbit pour des prodiges de bon goût ». Parmi les critiques négatives, les journalistes du Point et de Metronews émettent une note d'une étoile sur 5 en reprochant « [d'emprunter] davantage au film fantastique kitch Donjons et dragons qu'à l'épique saga du Seigneur des Anneaux » (Le Point) ainsi que de livrer un « conflit final tout aussi laid visuellement que le déroulé des péripéties qui le provoquent » (Metronews).
Du côté des critiques anglo-saxons, The Guardian déclare que le film a « une apparence de grandeur et quelques personnages intéressants, mais que sa fixation sur le spectacle en images de synthèse rend le film stérile » et conclut en disant que « Duncan Jones, un fan assumé, a clairement transmis sa passion et son talent dans l'écriture d'une histoire, mais l'on peut se demander si cela était réellement mérité. » The Telegraph déclare que le film est « bien loin de l'élégance du premier film de Jones, Moon, ou du voyage dans le temps ingénieux de Source Code ».

### Box-office
Le jour de sa sortie, le film arrive en 2e position des premières séances parisiennes, derrière Elle, avec 2 033 spectateurs pour 17 copies. Warcraft prend cependant la tête du box-office pour sa première semaine d'exploitation française, avec 667 123 entrées.
| Pays ou région    | Box-office        | Date d'arrêt du box-office | Nombre de semaines |
| ----------------- | ----------------- | -------------------------- | ------------------ |
| États-Unis Canada | 47 365 290 $      | 8 septembre 2016           | 13                 |
| France            | 1 730 863 entrées | 26 juillet 2016            | 9                  |
| Total mondial     | 433 677 183 $     | 8 septembre 2016           | 15                 |

## Analyses
Dans The Conversation, Myles Russell Cooks, de l'université de technologie de Swinburne aux États-Unis, estime que le film accentue fortement l'enjeu raciste du conflit entre orques et humains plus discret dans les jeux vidéo. Il trouve que le film fait l'effort de subvertir certains clichés sur le sujet, notamment grâce à la présence de personnages féminins des deux peuples parmi les rôles principaux, mais déplore que le film renforce malgré tout certains stéréotypes racistes et coloniaux en mettant l'accent sur la violence brutale uniforme des orques et sur la supériorité intellectuelle des humains. Il repère également des résonances xénophobes liées à l'immigration, avec le fantasme d'un peuple à la peau sombre qui viendrait déferler sur un royaume d'humains à la peau blanche. Il regrette le fait qu'en dépit de la bonne volonté manifeste du réalisateur pour montrer les deux camps avec nuance et complexité, le film se range du côté des humains contre les orques.

## Suite
Avec l'histoire du film laissant l'univers de Warcraft ouvert à des suites possibles, Jones a exprimé son intérêt pour une suite du film, susceptible d'être adaptée de Warcraft II: Tides of Darkness, le deuxième jeu vidéo de la franchise,,. Cependant, Jones a admis le 19 juin 2018 dans un tweet que les chances de voir un jour une suite étaient minces.

## Roman du film
Le roman reprend la trame principale du film
- Auteur : Christie Golden
- Éditeur : Panini Book